# Popówka (Busówno)
Popówka – część wsi Busówno  w Polsce położona w województwie lubelskim, w powiecie chełmskim, w gminie Wierzbica.
W latach 1975–1998 Popówka położona była w województwie chełmskim.